# Manish Dayal
Manish Dayal, nato Manish Sudhir Patel (Orangeburg, 17 giugno 1983), è un attore statunitense di origine indiana.

## Biografia
Manish nasce a Orangeburg, South Carolina ed è il terzo di quattro figli. Dayal ha terminato il liceo nel 2001, ed è andato al college alla George Washington University. Dopo il diploma, si è trasferito a New York per intraprendere la carriera di attore, e cinque anni più tardi si è trasferito a Los Angeles dove risiede attualmente. Ha origini indiane.

## Carriera
Manish ha iniziato la sua carriera partecipando a pubblicità nazionali per McDonald's, Windows, Nintendo e Dominoes. Nel 2008, recitò nello spettacolo di Broadway Rafta Rafta, la cui interpretazione fu considerata da Entertainment Weekly una delle 10 migliori dell'anno.
Ha avuto un piccolo ruolo nel film Disney di Jerry Bruckheimer, L'apprendista stregone. Dopo aver partecipato come guest star in CSI - Scena del crimine, Manish ha interpretato Hal, l'analista di un violatore di codici di computer e ha partecipato anche alla commedia romantica, Walkway, ambientata a New York. Infine ha interpretato Ravi in Outsourced, una nuova sitcom della NBC. Nel 2011 interpreta il ruolo di Raj Kher nella terza stagione di 90210, prodotta dalla The CW.
Dal 2018 al 2023 ha interpretato il ruolo del dott. Devon Pravesh nella serie The Resident. Nel 2024 è nel cast della seconda stagione di The Walking Dead: Daryl Dixon.

## Filmografia parziale

### Cinema
- Non dire mai addio (Kabhi Alvida Naa Kehna), regia di Karan Johar (2006)
- Cain's Mark, regia di Christian Vinces (2008)
- Karma Calling, regia di Sarba Das (2019)
- L'apprendista stregone (The Sorcerer's Apprentice), regia di Jon Turteltaub (2010)
- The Domino Effect, regia di Paula van der Oest (2012)
- White Frog, regia di Quentin Lee (2012)
- Breaking the Girls, regia di Jamie Babbit (2013)
- Amore, cucina e curry (The Hundred-Foot Journey), regia di Lasse Hallström (2014)
- Il palazzo del Viceré (Viceroy's House), regia di Gurinder Chadha (2017)
- Holidate, regia di John Whitesell (2020)
- Rise - La vera storia di Antetokounpo (Rise), regia di Akin Omotoso (2022)

### Televisione
- Outsourced – serie TV, 1 episodio (2010)
- CSI - Scena del crimine (C.S.I.) – serie TV, 1 episodio (2010)
- Rubicon – serie TV, 3 episodi (2010)
- 90210 – serie TV, 14 episodi (2011)
- Switched at Birth - Al posto tuo (Switched at Birth) – serie TV, 4 episodi (2012)
- Law & Order - Unità vittime speciali (Law & Order: Special Victims Unit) – serie TV, episodio 15x18 (2014)
- Agents of S.H.I.E.L.D. – serie TV, 3 episodi (2016-2017)
- Halt and Catch Fire – serie TV, 8 episodi (2016)
- The Resident – serie TV, 107 episodi (2018-2023)
- The Walking Dead: Daryl Dixon – serie TV, 4 episodi (2024)

## Doppiatori italiani
Nelle versioni in italiano delle opere in cui ha recitato, Manish Dayal è stato doppiato da:
- Davide Albano in The Resident, Holidate, Rise - La vera storia di Antetokounpo
- Luca Ferrante in 90210, Switched at Birth - Al posto suo
- Luca Ghignone in Law & Order - Criminal Intent
- Gabriele Lopez in CSI - Scena del crimine
- Luca Graziani in The Good Wife
- Paolo Vivio in L'apprendista stregone
- Carlo Scipioni in Agents of S.H.I.E.L.D.
- Marco Vivio in Amore, cucina e curry
- Patrizio Cigliano in Il palazzo del Viceré
- Daniele Raffaeli in The Walking Dead: Daryl Dixon

Da doppiatore è stato sostituito da:
- Riccardo Petrozzi in Fast & Furious - Piloti sotto copertura
- Davide Fumagalli in Fast & Furious: Spy Racers - Rise of SH1FT3R